# أرماندو سالفيستر
أرماندو سالفيستر هو ممثل مكسيكي وأمريكي، ولد في 6 يناير 1926 بسان دييغو في الولايات المتحدة.

## وصلات خارجية
- أرماندو سالفيستر على موقع IMDb (الإنجليزية)
- أرماندو سالفيستر على موقع قاعدة بيانات الفيلم (الإنجليزية)